# Myisha Hines-Allen
Pour les articles homonymes, voir Hines et Allen.
Myisha Hines-Allen, née le 30 mai 1996 à Montclair, New Jersey, est une joueuse américaine de basket-ball.

## Biographie
Formée par les Cardinals de Louisville, Myisha Hines-Allen est le 19e choix de la draft WNBA 2018 par les Mystics de Washington, bien que son poste soit déjà pourvu notamment par Elena Delle Donne. Son frère Josh Allen est un joueur professionnel de National Football League. Une de ses sœurs, LaTorri Hines-Allen, joue en Division I de basket-ball aux Tigers de Towson tandis que Kyra Hines-Allen, évolue en Division II NCAA de basket-ball à l'université Cheyney de Pennsylvanie.
Finaliste en 2018, puis elle devient championne WNBA en 2019 avec les Mystics.
Durant la saison WNBA 2020, elle est élue deux fois meilleure joueuse de la semaine, puis dans le second meilleur cinq de la WNBA de la WNBA.
Pour pallier l'absence d'Allisha Gray, Montpellier l'engage pour la saison LFB 2020-2021. Elle se fait remarquer dès la première journée avec 26 points à 10/17 au tir et 16 rebonds en 32 minutes pour 32 d’évaluation lors d'une victoire face à Saint-Amand.
Après une première année convaincante en Europe, elle s’engage avec l’ambitieuse section féminine de la Virtus Bologne pour la saison 2021-2022.

## Palmarès
- Championne WNBA 2019[6]
- Vainqueur de coupe de France 2021[12]

## Distinctions personnelles
- Second cinq de la WNBA 2020[9]
- Meilleure joueuse de l'ACC (2018)
- Cinq Majeur LFB : saison 2020-2021[13]